# Ain't Had Enough Fun
Ain't Had Enough Fun è l'undicesimo album in studio del gruppo musicale statunitense Little Feat, pubblicato nel 1995.

## Tracce
1. Drivin' Blind – 5:12
2. Blue Jean Blues – 6:06
3. Cadillac Hotel – 5:35
4. Romance Without Finance – 4:05
5. Big Bang Theory – 5:32
6. Cajun Rage – 5:30
7. Heaven's Where You Find It – 5:03
8. Borderline Blues – 7:43
9. All That You Can Stand – 6:35
10. Rock & Roll Everynight – 5:06
11. Shakeytown – 5:12
12. Ain't Had Enough Fun – 3:27
13. That's a Pretty Good Love – 4:50

## Formazione
- Paul Barrère – chitarra, dobro, voce
- Sam Clayton – percussioni, voce
- Kenny Gradney – basso
- Richie Hayward – batteria, voce
- Shaun Murphy – voce, percussioni
- Bill Payne – tastiera, voce
- Fred Tackett – chitarra, mandolino